# Logehuset (Flensborg)
Logehuset i Flensborg er beliggende vest for byens centrum i Nørregravene (Nordergraben) på byens vestlige højdedrag. 
Den fredede bygning er tegnet af den nordtyske arkitekt Magnus Schlichting og blev indviet i 1903. Logebygningen er opført i nyklassicistisk stil, som tog udgangspunkt i antikkens arkitektur. Facaden minder om et græsk tempel med buer og søjler. Tympanonet er udsmykket med solen og Guds alseende øje. Over indgangsportalen ses den latinske ordsprog In Deo Spes (Vores håb i Gud). I øvre etage findes fest- og selskabslokalerne (Lille og Store Sal, Mozartsal), som kan lejes til private fester. I stueetagen ligger bygningens køkken og logesalen (templet), som er ikke tilgængelige for offentligheden. Glasmaleriet i opgangen viser Jesu Christi.
I 1934 blev bygningen besat af Gestapo og blev senere solgt til kommunen. Først i 1950 blev bygningen (delvis) returneret til byens frimurere. Logebygningen i Nørregravene danner nu ramme for flere frimurerordner såsom Wilhelm zur nordischen Treue (stiftet 1969, navngivet efter den preussisk-tyske kajser Wilhelm 1.), Leuchte im Norden (stiftet 1930) og den kvindelige frimurerloge Zu den Nordischen Rosen (stiftet 2014) samt druidlogen Nordmark. Den nuværende frimurerloge Wilhelm zur nordischen Treue blev stiftet efter den dansk-tyske krig i 1869 og afløste den tidligere danske St. Johannesloge Frederik (stiftet 1862, navngivet efter den danske konge Frederik 7.). Frimurernes historie afspejler dermed også de nationalpolitiske konflikter i fjordbyen. 
Det nuværende logehus er ikke den første logebygning i byen. Allerede 1775 blev logebygningen i Slotsgade 35 bygget, som husede både byens daværende Christiansgarde, Frederiksgarde og den 1809 oprettede frimurer-loge Carl zur Hoffnung (Carl til håbet, blev senere opløst). Bygningen er nu i godtemplernes eje. 1862 oprettedes St. Johannesloge Frederik, som mødtes i logebygningen på Stuhrs Allee 16. Bygningen i Stuhrs Allé er nu i Skolenforeningens eje.